# William Curtis

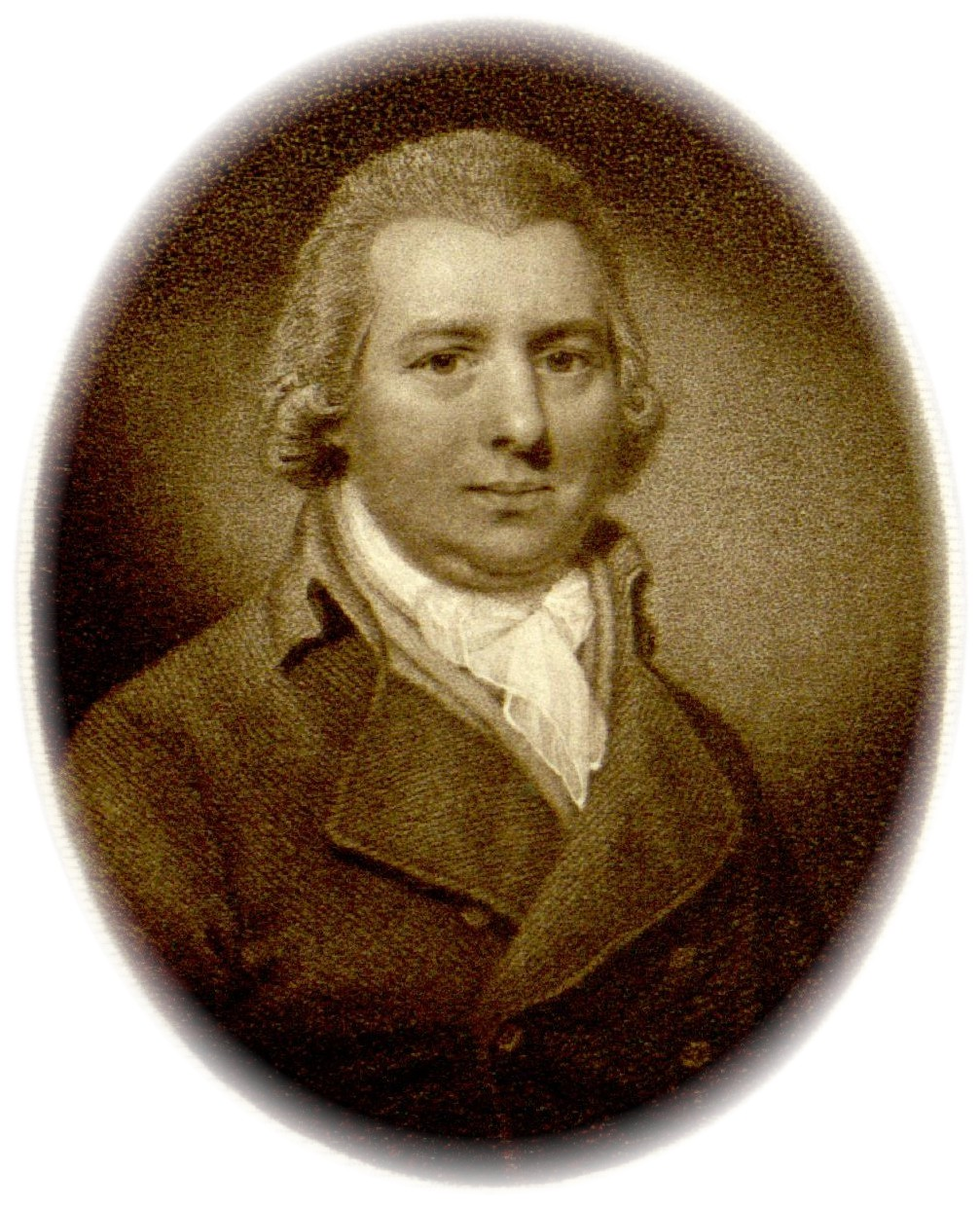

William Curtis (ur. 11 stycznia 1746, zm. 7 lipca 1799) – angielski botanik i entomolog, urodzony w Alton w Hampshire, gdzie znajduje się Curtis Museum.
Curtis zaczął pracę jako aptekarz, zanim zwrócił uwagę na botanikę i inną historię naturalną. Przygotowane przez niego publikacje skuteczniej dotarły do szerszej publiczności, niż wcześniejsze prace na ten temat. W wieku 25 lat opracował Instrukcje zbierania i konserwacji owadów; szczególnie ćiem i motyli.
Curtis był demonstratorem roślin i Praefectus Horti w Chelsea Physic Garden w latach 1771–1777. W 1779 r. Założył własny londyński ogród botaniczny w Lambeth, przenosząc się do Brompton w 1789 r. W latach 1777–1798 opublikował 6-tomowe dzieło Flora Londinensis. Była to pionierska pracę poświęcona miejskiej naturze. Nie osiągnął tym sukcesu finansowego, ale opublikował w The Botanical Magazine w 1787 roku dzieło, w którym można było także zobaczyć kolorowe tablice ręcznie wykonane przez takich artystów jak James Sowerby, Sydenham Edwards i William Kilburn.

Na jego cześć gatunek z rzędu dereniowców nazwano Curtisia dentata.
Jest upamiętniony na witrażu w kościele St. Mary’s Church w Battersea.
Jako botanik jest oznaczany skrótem Curtis, gdy cytuje się nazwę botaniczną.